# Kościół św. Ducha w Tallinnie

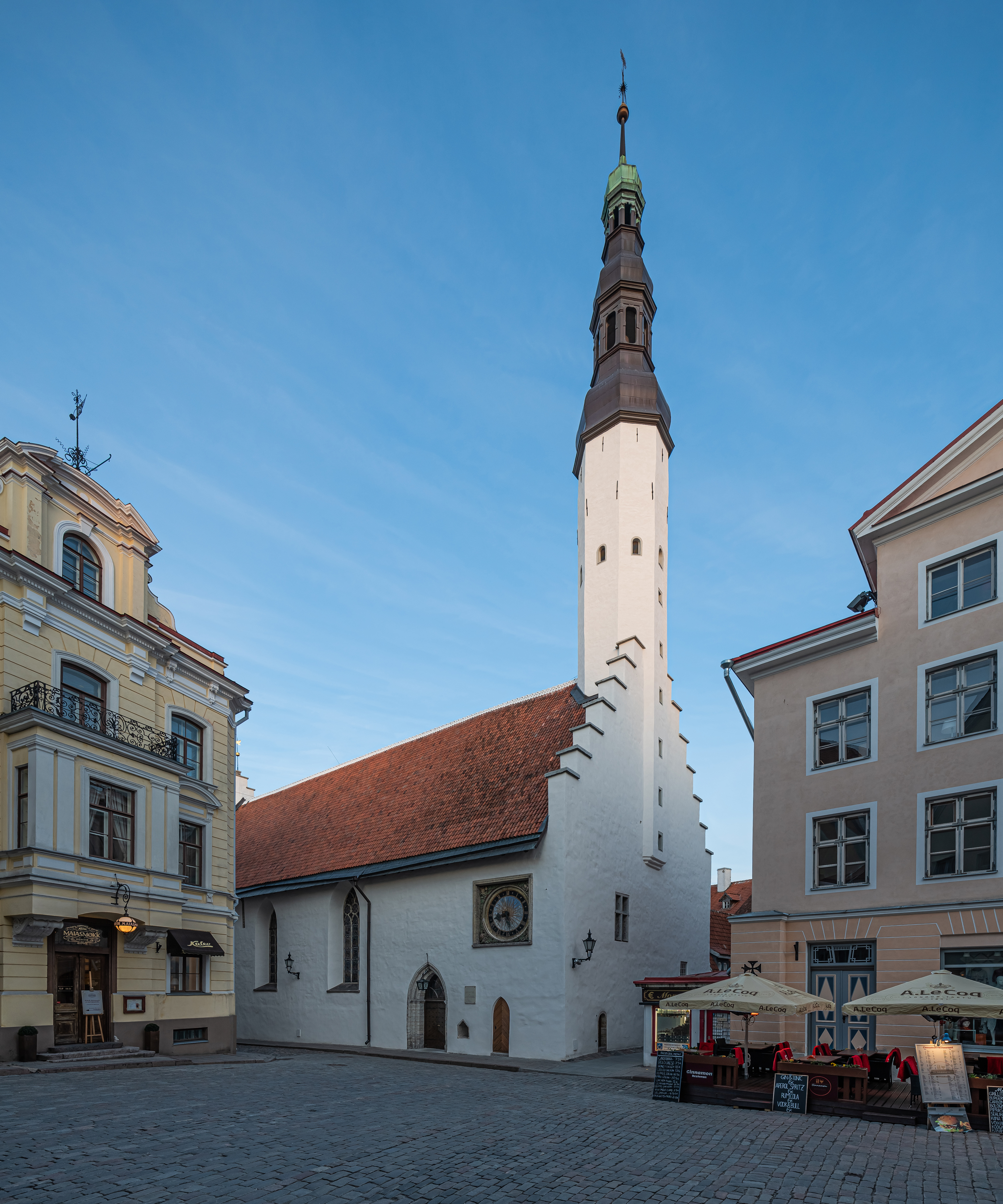
Sylwetka kościoła

Kościół św. Ducha w Tallinnie (w jęz. estońskim: Püha Vaimu kirik, Pühavaimu kirik, w jęz. niemieckim: Heiliggeistkirche) – kościół – pierwotnie katolicki, później luterański na Starym Mieście w Tallinnie. Najmniejsza spośród średniowiecznych świątyń tego miasta.

## Historia
Ufundowany w 1300 r. jako dwunawowa kaplica przynależna do sąsiedniego przytułku. Uczęszczali do niej początkowo głównie chorzy i ułomni pensjonariusze przytułku oraz miejska biedota, lecz później także i bogaci kupcy zrzeszeni w położonej naprzeciwko Wielkiej Gildii. Dzięki temu kościół stał się najbardziej egalitarną świątynią Tallinna.  Budowa kościoła została ukończona w 1380 r.
W 1524 r. kościół przejęli miejscowi luteranie. Stał się on wkrótce dla nich najważniejszą świątynią w mieście: w odróżnieniu od innych kościołów Tallinna od 1531 r. kazania głoszono tu w języku estońskim, a nie w niemieckim. Johann Koell (1500-1540), pastor związany z tym kościołem, uznawany jest za autora najstarszej zachowanej książki wydrukowanej w języku estońskim: katechizmu z 1535 r. W XVI w. proboszczem był tu również Balthasar Russow, jeden z pierwszych inflanckich kronikarzy.

## Architektura
Murowany na rzucie prostokąta, z nawą krytą dachem dwuspadowym, kościół posiada prosto zamknięte prezbiterium, a na osi wieżę dzwonniczą wtopioną w korpus, dobudowaną w 1433 r. Nową, charakterystyczną ośmioboczną wieżę, krytą dwukondygnacyjnym, barokowym hełmem, kościół otrzymał w XVII w. W tym samym wieku (w 1684 r.) na ścianie od ulicy Pühavaimu zamontowany został najstarszy w mieście, zachowany do dziś publiczny zegar. Autorem jego drewnianych dekoracji, przedstawiających promienie słoneczne i postacie czterech Ewangelistów, był Christian Ackerman z Królewca.

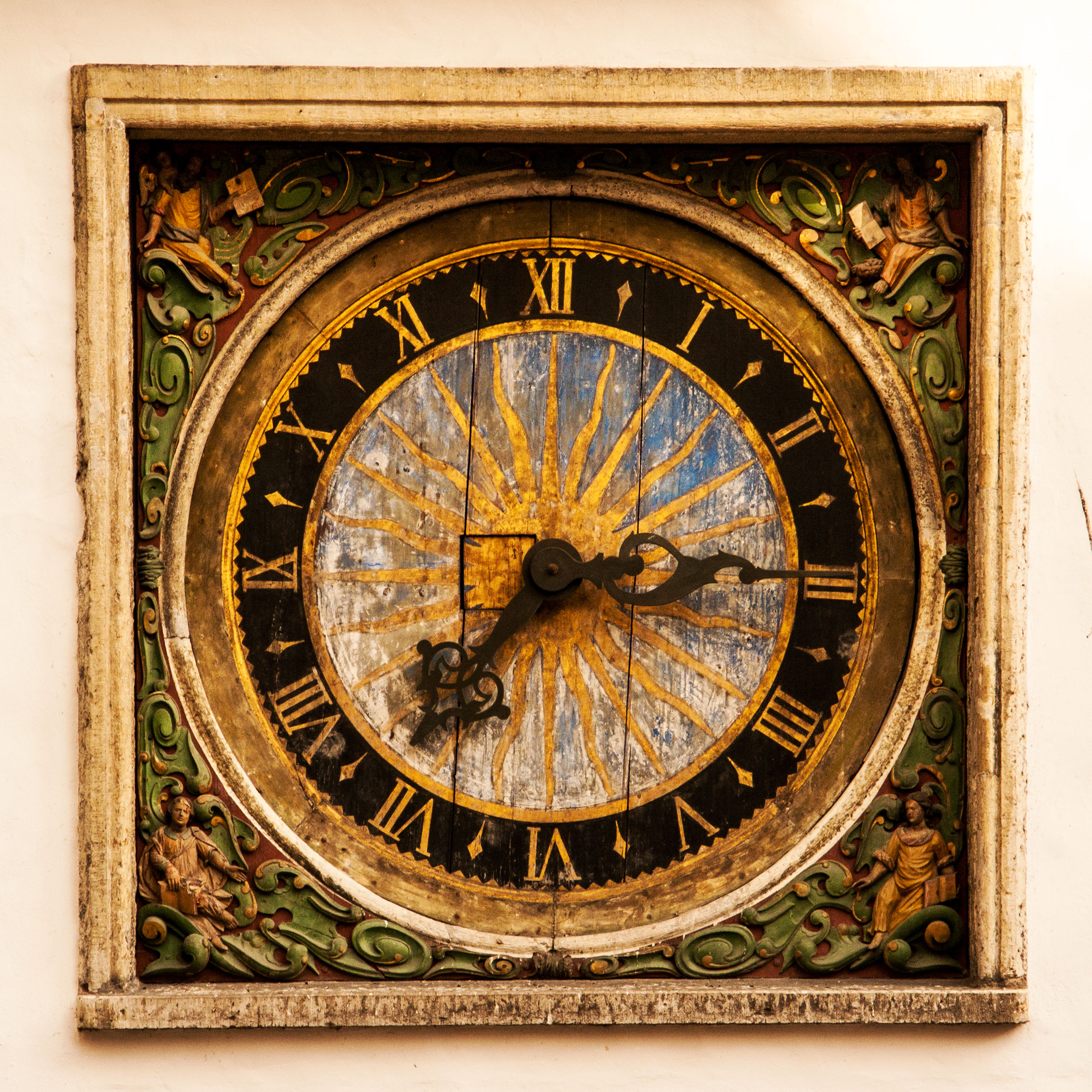
Zegar znajdujący się na północnej ścianie kościoła.

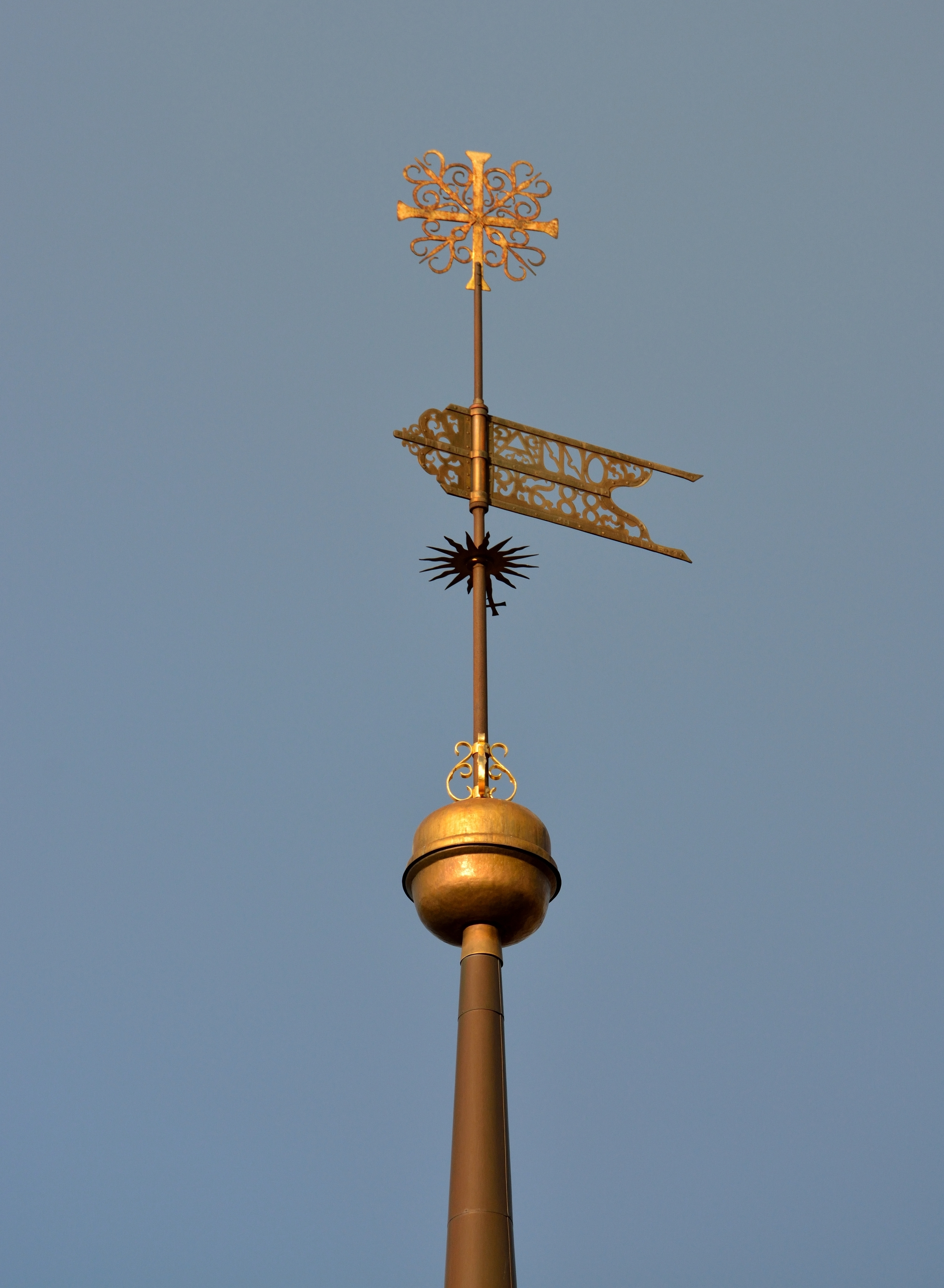
Zwieńczenie wieży kościoła

## Wyposażenie
W bogato dekorowanym wnętrzu wyróżnia się gotycki krucyfiks oraz cenny gotycki ołtarz, autorstwa mistrza Bernta Notkego z 1483 r. Godna uwagi jest również renesansowa ambona z 1597 r. oraz drewniana zabudowa empory w nawie bocznej, na której widoczny jest cykl XVII-wiecznych obrazów ze scenami biblijnymi, autorstwa Elerta Thielego. Organy, autorstwa Augusta Terkmanna, pochodzą z 1929 r. Na wieży dzwon z 1433 r. – dziś najstarszy w całym Tallinnie. Na dzwonie zachował się napis w średniowiecznym języku dolno-niemieckim: Ik sla rechte der Maghet als derne Knechte, der Wrouwen als dern Heren, des es kan mi nemant ver keren (Dzwonię zarówno dla panien jak i młodzieńców, dla pań i panów, i nikt nie może mi w tym przeszkodzić). Dwa inne dzwony pochodzą z XVII w.

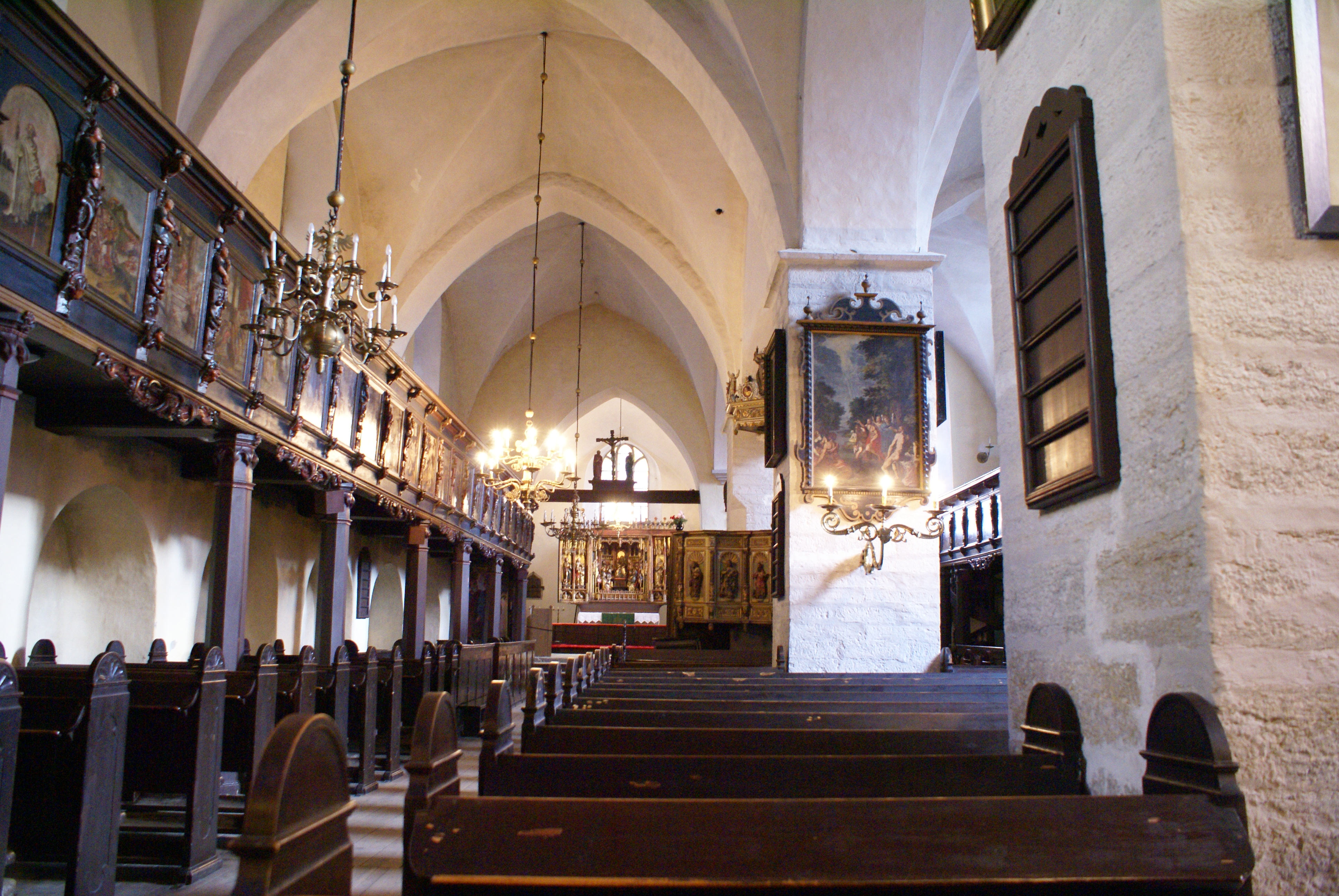
Wnętrze świątyni